# Maria de Lima das Mercês
Maria de Lima das Mercês (1800-1864), nascida em Salvador (BA), foi uma professora, ativista e importante filantropa brasileira do século XIX. Dedicou a vida a acolher e educar crianças que viviam nas ruas de Salvador, entre 1820 e 1864. De origem humilde, negra ou mestiça, era alforriada e viveu numa pequena casa em Salvador. Em função de sua filantropia em Salvador, foi comparada com Irmã Dulce, porém, sem o mesmo reconhecimento.
É referida na obra Mulheres Ilustres do Brasil, publicada em 1899 pela igualmente baiana Inês Sabino. Na obra, diz-se que “Maria recebia innumeras crianças, aquellas, a rir, a brincar despreoccupadas, olhar limpido como a sua consciencia, ou languido pela febre, das urgentes necessidades, que conduzem a mais das vezes á podridão do vicio e do vicio á cadeia e de lá aos prezidios”. Na obra, surge como educadora e mãe adotiva muito amada: “Os pequeninos achavam nella os melindres do amor materno. Pois não era ella mulher. Desse punhado de orphãas que gratas a sua protectora, cobriam de affagos a quem soube educar homens para o trabalho e mulheres honestas para o exercicio util da vida pratica”.
Com o auxílio do padre Francisco Gomes de Sousa, conseguiu montar um modesto asilo, fundado inicialmente na casa dela, onde passou a acolher meninas desvalidas, a Casa dos Desprotegidos da Sorte: “Os magníficos predios, os terrenos devolutos, alguns dos quaes pertenciam ao Mosteiro de S. Bento, tão rico, com fazendas e propriedades, em quanto ella invejava um cantinho d’aquellas terras para nellas fundar um modesto asylo em proveito da infancia desvalida." (...) “Ambos principiaram a agir. Á final, á custa de muitos sacrificios. (...) Foi um dia de festa para o seu espirito, o da inauguração da Casa dos Desprotegidos da Sorte, cuja direcçào inteira, era sua, somente sua”.
Maria das Mercês também é citada no livro Dicionário mulheres do Brasil, de Erico Vital Brazil e Schuma Schumaher, como uma mulher "negra, pobre e sem família (...) teve que enfrentar as dificuldades de sua condição social e étnica. Desde menina, ficava extremamente penalizada vendo outras crianças, pobres e órfãs como ela, abandonadas, perambulando pelas ruas. Essa preocupação a acompanhou até a vida adulta, quando a compartilhou com o pároco, padre Francisco Gomes de Sousa, que, diante da disposição e dedicação de Maria, envidou todos os esforços para a criação do abrigo com que ela sonhava. Fundaram então a casa abrigo, e a direção foi confiada a Maria. Em 1850, com a morte do pároco, ela solicitou ao governo auxílio para sua manutenção, levando o presidente da província a dar-lhe total apoio e nomeando-a oficialmente diretora. Após sua morte, o abrigo ficou sob os cuidados das irmãs de São Vicente de Paula."
Manteve o asilo até 1850, quando a idade já lhe dificultava o trabalho. Nesse ano, o governo da Bahia veio em seu auxílio, tomando conta do estabelecimento, e conservando-a no cargo até à sua morte. Depois de morrer, foi substituída na direção pelas irmãs de São Vicente de Paulo.
Em 1859, Maria de Lima conseguiu auxílio financeiro da imperatriz Teresa Cristina, durante uma sua visita a Salvador, passando a ganhar um ordenado até à sua morte, em 1864 — o qual dedicou igualmente à filantropia.
Inês Sabino assinala a “ingratidão humana”, que tornou Maria das Mercês esquecida: “Nem ao menos o seu retrato ficou, para que a posteridade venerasse-lhe a memoria. Ella era uma alma ignorada, dessas que se encontram semeando os beneficios, porem recebendo os espinhos cruentos do olvido [esquecimento]”. Apesar desta nota, Maria de Lima acabou efetivamente por ser retratada. No livro Ethnographic portraits of Indigenous women of Pernambuco and Bahia 1861-1862, o suíço Hermann Kummler publicou um registro de Maria das Mercês, em 1862, ao lado de uma aluna, único retrato conhecido da educadora.
O professor de História com mestrado pela UFRJ, especializado em Historiografia do Brasil, Daniel Jorge Marques Filho, em sua página de Facebook Brazil Imperial, publicou o texto A esquecida protetora dos órfãos de Salvador no qual apresentou a foto mais conhecida de Maria de Lima das Mercês com uma das crianças do seu abrigo pelo fotógrafo Hermann Kummler, em 1862.